# 吉瀬維哉
吉瀬 維哉（よしせ しげや、1922年7月4日 - 2003年12月22日）は、日本の大蔵官僚。大蔵事務次官、日本開発銀行総裁。

## 来歴・人物
神奈川県横浜市生まれ。横浜第一中学校時代､「開校以来の秀才」と言われていた。第一高等学校、東京帝国大学法学部を卒業し、1946年に大蔵省へ入省。大臣官房文書課に配属。1948年7月に高等試験行政科を合格。1949年6月に千葉税務署長。
1954年11月1日に大阪国税局調査査察部次長。主計局主計官補佐（農林係）を経て、1959年5月10日 農林省大臣官房調査官（農林漁業基本問題調査会事務局）、1960年12月1日 東京国税局直税部長、1961年 東京国税局直税部長兼東京国税局総務部長、1962年6月1日 国税庁直税部法人税課長、1964年7月6日 主計局主計官（外務、通産担当）。
1966年8月1日 大臣官房秘書課長、1969年8月 大阪国税局長、1971年6月 主計局次長、1973年6月26日に経済企画庁長官官房長、1974年6月26日に理財局長、1975年7月8日に主計局長兼会計事務職員研修所長、1977年6月に事務次官に就任。戦後に入省した大蔵官僚の中でもっとも早く次官に到達した。
退官後、日本開発銀行副総裁を経て、日本開発銀行総裁に就任した。三井住友海上火災保険顧問、初等社顧問、財団法人トラスト60会長、レールシティ汐留企画代表取締役、磐梯リゾート会長、国鉄再建監理委員会委員なども務めた。1994年、勲一等瑞宝章受章。2003年12月22日、脳出血のため死亡した。

## 主な著書
- 「新税務会計講座」
- 「法人税法」
- 「都市のシルエット」